# 岩崎尚人
岩崎 尚人（いわさき なおと、1956年 - ）は、日本の経営学者。専門は経営戦略論、経営組織論、国際経営論。

## 経歴
学習院大学卒業。1987年早稲田大学大学院商学研究科博士後期課程修了（単位取得退学）。1993年より成城大学に勤務。2000年 - 2003年、英国クランフィールド経営大学院客員教授。現在、成城大学経済学部教授（同大学院経済学研究科教授を兼務）。2010年9月、博士（経営学）東北大学大学院。

## 著書
- 共著『老舗の教え』日本能率協会マネジメントセンター 1996
- 共著『ビジネスモデル革命』生産性出版 2000
- 共著『経営戦略論』学文社 2004
- 共著『経営をしっかり理解する』日本能率協会マネジメントセンター 2005
- 共著『ビジネスモデル革命 第2版』生産性出版 2007
- 共著『ビジネスモデル革命 第3版』生産性出版 2011

## 翻訳書
- 共訳カレン=マーシック『「学習する組織」を作る』日本能率協会マネジメントセンター 1995
- 共訳デビット・シーレン『マイクロソフトのマネジメント』日本能率協会マネジメントセンター 2000
- 共訳ジョージ・エッケス『シックス・シグマ導入プロジェクト』日本能率協会マネジメントセンター 2001